# Vižula
Vižula je arheološki lokalitet kraj Medulina, naseljen od neolitika do ranoga srednjeg vijeka. God. 1969. iskopan je i istražen (Boris Baćić) dio neolitičkog naselja (kolibe od šiblja, oblijepljene zemljom i blatom). Ulomci keramike i dijelovi posuđa (urešena utiscima rubom školjke ili nizovima uboda) datiraju naselje u mlađi stupanj starijega neolitika.
Putopisci i humanisti XVIII–XIX.st. (P. Coppo, P. Petronio, G. R. Carli, P. Kandler) skretali su pozornost na monumentalnost i značenje ruševina arheološko-spomeničkoga kompleksa na poluotoku, a ime Isola del Vescovo upisano u katastarskim mapama preuzimaju arheolozi (H. Maionica, B. Schiavuzzi, A. Gnirs).
Iskopavanje i konzervaciju od 1995. vrši Međunarodni istraživački centar za arheologiju Brijuni–Medulin Sveučilišta u Zagrebu (V. Girardi Jurkić, K. Džin). Istražen je dio rezidencijske obalne vile (I–II.st.) s trijemom prema moru, crno-bijelim mozaičkim podovima, bazenima i vodospremom, ostatcima termalnog prostora, sanitarnim čvorom, olovnom i zidanom kanalizacijskom infrastrukturom. Građevina je terasasto smještena na morskoj obali, tako da se dio nalazi i pod morem, gdje se naziru i građeni ostatci pristaništa. Utvrđene su tri faze gradnje i pregradnje istraženoga dijela vile s međufazama koje se datiraju u I–VI.st.
Na poluotočnoj prevlaci Burle obavljeno je od 1979. do 2000., u tri etape, iskopavanje dijela nekropole. U prvoj etapi sustavnog iskopavanja otkriveno je ukupno 312 paljevinskih i skeletnih grobova (I–VI.st.), heterogene grobne arhitekture (grobovi u amforama, ukopani izravno u zemlju ili u kamenu udubinu, obloženi i pokriveni kamenim pločama, zidane grobnice). Na zap. dijelu nekropole otkriven je sektor pogrebnih kultnih obreda, a kasnoantička struktura četverokutnog tlocrta može biti ograđeni grobni prostor (locus sepulturae) nedaleko od graničnoga zida nekropole. Druge dvije etape zaštitnog iskopavanja dokumentirale su otkriće 272 žarna i skeletna groba s dvama olovnim kovčezima u zidanim grobnicama. Skeletni ukopi nađeni su u 90% grobova ovog sektora nekropole. Bogat grobni inventar (među ostalim pronađene su staklene boce s inicijalima V D, Q P., pribor za pisanje voskom s cjedilom i držalom, pravokutni brončani pečat s reljefnim obrnutim natpisom AQVILIAE L. F. OCLATINAE, metalne i zlatne narukvice i prstenje s gemama, naušnice, zlatne ogrlice s poludragim kamenjem, ogrlice staklenih perli, minijaturne pastozne medaljice sa suprotno postavljenim likovima muškarca i žene i dr.) pokazuje viši društveni položaj pokojnika, koji su od I. do VI.st. nastavali antičko-kasnoantički građevinski kompleks na poluotoku.